# چشم‌انداز مارس
چشم انداز مارس هفتمین EP از گروه راک انگلیسی کلدپلی می‌باشد که در ۲۱ نوامبر ۲۰۰۸منتشر شده‌است. این EP مجموعه ای از آهنگ‌هایی می‌باشد که قرار بود در آلبوم چهارم این گروه یعنیزنده باد زندگی یا مرگ و همه دوستانش منتشر شود.
همهٔ ترانه‌ها توسط گای بریمن، جانی باکلند، ویل چمپیون و کریس مارتین نوشته شده، به‌جز "Lost+" که با همراهی جی زی نوشته شده‌است.
| شماره      | نام                                       | مدت   |
| ---------- | ----------------------------------------- | ----- |
| ۱.         | «زندگی رنگی ۲»                            | ۴:۰۵  |
| ۲.         | «کارت پستال از راه دور»                   | ۰:۴۸  |
| ۳.         | «لیوانی آب»                               | ۴:۴۴  |
| ۴.         | «روز بارانی»                              | ۳:۲۶  |
| ۵.         | «چشم انداز مارس/Poppyfields» (۲:۵۵/۰:۴۲)  | ۳:۳۸  |
| ۶.         | «بازنده+» (featuring جی زی)               | ۴:۱۸  |
| ۷.         | «عشاق در ژاپن» (Osaka Sun Mix)            | ۳:۵۸  |
| ۸.         | «الان پاهای من نمی‌توانند زمین را حس کنند» | ۲:۲۹  |
| مجموع مدت: | مجموع مدت:                                | ۲۷:۳۱ |